# Bolshoy Kamen
Bolshoy Kamen' là một huyện hành chính tự quản (raion), của Vùng Primorsky, Nga. Huyện có diện tích 20 km², dân số thời điểm ngày 1 tháng 1 năm 2000 là 40500 người. Trung tâm của huyện đóng ở Bol'shoy Kamen'.